# Planeta menor perdido

Mais de 700.000 planetas menores foram observados, muitos dos quais devem ser considerados perdidos devido a dados observacionais insuficientes

Um planeta menor está "perdido" quando os observadores de hoje não conseguem encontrá-lo, porque sua localização é muito incerta para direcionar as observações. Isso acontece se os elementos orbitais de um planeta menor não forem conhecidos com precisão suficiente, geralmente porque o arco de observação do objeto é muito curto ou poucas observações foram feitas antes que o objeto se tornasse inobservável (por exemplo, muito fraco devido ao aumento da distância ou muito perto do Sol para ver à noite).
Segundo algumas definições, milhares, se não dezenas de milhares, de pequenos planetas menores observados foram perdidos. Alguns planetas menores perdidos descobertos em décadas passadas não podem ser encontrados porque os dados observacionais disponíveis são insuficientes para uma determinação confiável da órbita. Com informações limitadas, os astrônomos não podem saber onde procurar o objeto em datas futuras.
Objetos perdidos às vezes são recuperados quando re-observados acidentalmente por uma pesquisa astronômica posterior. Se os elementos orbitais do objeto recém-encontrado estiverem suficientemente próximos do objeto perdido anterior, os dois podem ser igualados. Isso pode ser estabelecido calculando para trás a órbita do "novo" objeto (uma vez que seja firmemente conhecido) e comparando as posições anteriores com as registradas anteriormente para o objeto perdido. Isso geralmente aumenta muito o comprimento do arco do objeto, fixando assim a órbita com muito mais precisão. Os cálculos da órbita regressiva são especialmente complicados para cometas perdidos porque suas órbitas podem ser afetadas por forças não gravitacionais, como a emissão de jatos de gás do núcleo do cometa. Muitos asteroides perdidos anteriormente (um tipo de planeta menor) foram redescobertos nas décadas de 1980 e 1990, mas muitos planetas menores ainda estão perdidos.

## Resumo

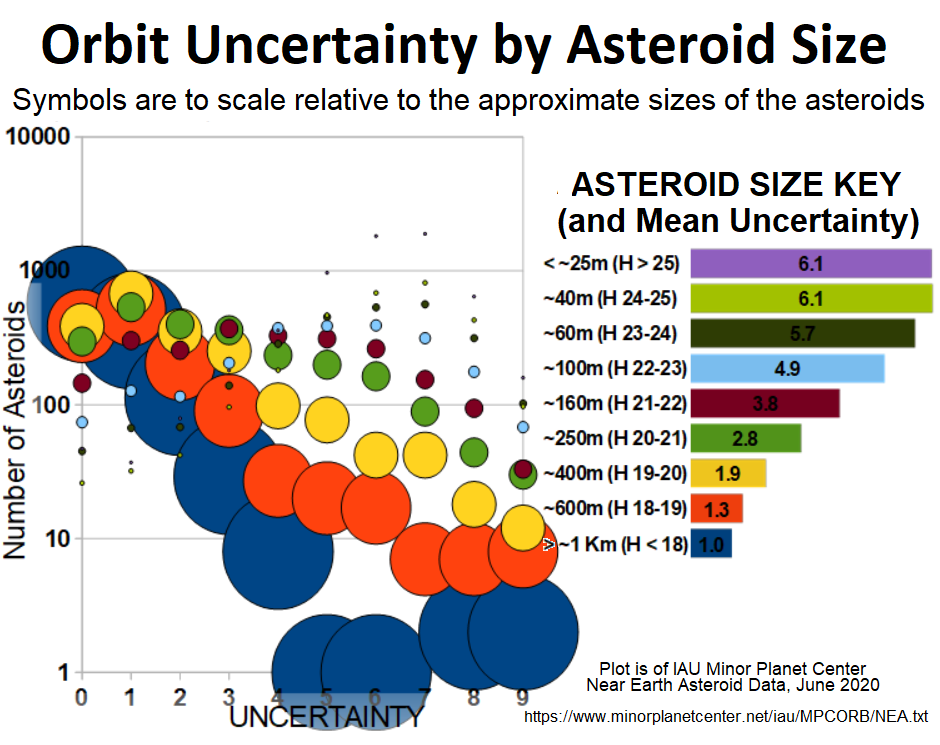
As órbitas dos NEAs da classe de quilômetros são geralmente bem conhecidas, embora algumas tenham sido perdidas. No entanto, um grande número de NEAs menores têm órbitas altamente incertas

Esta é uma pequena seleção de alguns asteroides perdidos ou notáveis com suas datas de descoberta e redescoberta. (Uma descrição mais detalhada de alguns desses planetas menores pode ser encontrada na seção a seguir.) O número real de asteroides perdidos pode ser superior a 150.000. Existem também cerca de 30.000 corpos não numerados com um código de condição de U = 9, indicando a maior incerteza possível de sua determinação de órbita. Muitos desses corpos foram observados a anos, senão décadas atrás, e devem ser considerados perdidos. Existem também mais de 1.000 objetos próximos da Terra (NEOs) com um arco de observação de apenas um ou dois dias.

## Recuperações do século XX
O número de asteroides que foram observados apenas uma vez e não reobservados cresceu ao longo dos séculos XIX e XX, mas telescópios aprimorados, buscas e técnicas de detecção levaram à resolução da maioria desses casos entre 1970 e 2000. Existem exemplos anteriores também, como o 132 Aethra, que foi perdido entre 1873 e 1922.

### Década de 1970
| Corpo recuperado | Descrição |
| ---------------- | --- |
| 1862 Apollo      | Apollo é um asteroide tipo Q, descoberto por Karl Reinmuth em 1932, mas perdido e não recuperado até 1973. Outro asteroide Apolo é o 2101 Adonis, descoberto por Eugene Delporte em 1936 e perdido até 1977, quando foi redescoberto por Charles T. Kowal. Foi também um dos primeiros asteroides próximos da Terra a serem descobertos. |
| 1916 Boreas      | O asteroide Amor Boreas, designado provisoriamente como 1953 RA, foi descoberto em 1 de setembro de 1953 por Sylvain Julien Victor Arend no Observatório Real da Bélgica e redescoberto em 1974 por Richard Eugene McCrosky, G. Schwartz e JH Bulger com base em uma posição prevista por Brian G. Marsden. |
| 1922 Zulu        | O asteroide do cinturão principal externo, designado provisoriamente como 1949 HC, foi descoberto em 25 de abril de 1949 por Ernest Leonard Johnson no Observatório União. É um dos poucos asteroides localizados na ressonância de movimento médio 2:1 com Júpiter. Este asteroide foi perdido logo após a descoberta e redescoberto apenas em 1974 por Richard Eugene McCrosky, Cheng-yuan Shao e JH Bulger com base em uma posição prevista por C. M. Bardwell do Observatório de Cincinnati. |

### Décadas de 1980 e 1990
Leif Kahl Kristensen, da Universidade de Aarhus, redescobriu 452 Hamiltonia e 1537 Transylvania, juntamente com vários outros objetos menores, em 1981. Na época em que esses resultados foram publicados, apenas os nove planetas menores numerados 330 Adalberta, 473 Nolli, 719 Albert, 724 Hapag, 843 Nicolaia, 878 Mildred, 1009 Sirene, 1026 Ingrid e 1179 Mally (lista abaixo) permaneceram não observados desde suas descobertas:
| Corpo recuperado | Descrição |
| ---------------- | --- |
| 330 Adalberta    | O objeto originalmente denominado Adalberta, provisoriamente designado 1892 X, revelou-se uma observação errônea. A designação foi posteriormente reatribuída para A910 CB. |
| 843 Nicolaia     | Nicolaia, provisoriamente designado 1916 AN, foi redescoberto no Heidelberg Astronomisches Rechen-Institut em 1981. |
| 473 Nolli        | Nolli, provisoriamente designado 1901 GC, foi descoberto por Max Wolf em 13 de fevereiro de 1901, mas permaneceu perdido por muitas décadas até ser finalmente recuperado em 1987, 86 anos depois. |
| 724 Hapag        | Hapag foi encontrado pela primeira vez por Johann Palisa em 1911. Recebeu o nome provisório de 1911 NC, mas foi perdido até ser redescoberto em 1988. |
| 719 Albert       | O asteroide próximo da Terra 719 Albert (1911 MT) também foi encontrado por Johann Palisa em 1911. Devido a imprecisões em sua órbita calculada, Albert também foi perdido e não foi recuperado até 2000, quando Jeffrey A. Larsen o localizou usando dados do projeto de pesquisa de asteroides Spacewatch. Na época de sua redescoberta, Albert era o último "asteroide perdido" remanescente entre os números atribuídos (já que 69230 Hermes não foi numerado até 2003). |
| 878 Mildred      | Mildred, provisoriamente designado como 1916 f, foi originalmente descoberto em 1916 usando o telescópio Hale de 60 polegadas no Observatório Monte Wilson, mas foi posteriormente perdido até ser novamente observado em noites únicas em 1985 e 1991. |
| 1009 Sirene      | Sirene, provisoriamente designado 1923 PE, foi recuperada em 1982 por J. Gibson usando exposições do Telescópio Samuel Oschin no Observatório Palomar, e ele revisou suas efemérides. |
| 1026 Ingrid      | Ingrid foi descoberto por Karl Reinmuth em 13 de agosto de 1923 e recebeu a designação provisória de 1923 NY. Foi reidentificado em 1986 por Syuichi Nakano. |
| 1179 Mally       | Mally foi descoberto por Max Wolf em 19 de março de 1931 e recebeu a designação provisória de 1931 FD. Foi redescoberto em 1986 por Lutz Schmadel, Richard Martin West e Hans-Emil Schuster. |

#### Outras recuperações notáveis
- Enquanto estudava em Chicago em 1928, Zhang Yuzhe descobriu um asteroide que recebeu a designação provisória de 1928 UF e, posteriormente, o número 1125. Ele o chamou de "China", ou "中華" Zhōnghuá. No entanto, este asteroide não foi observado além de sua aparência inicial e uma órbita precisa não pôde ser calculada. Em 1957, o Observatório da Montanha Púrpura na China descobriu um novo asteroide e, com a concordância de Zhang Yuzhe, o novo objeto 1957 UN1 recebeu a designação oficial 1125 China no lugar do 1928 UF perdido. No entanto, em 1986, o objeto recém-descoberto 1986 QK1 foi confirmado como uma redescoberta do original 1928 UF, e esse objeto foi nomeado 3789 Zhongguo, que também é um nome para a China.[25]
- O asteroide próximo da Terra (29075) 1950 DA foi descoberto em 23 de fevereiro de 1950 por Carl A. Wirtanen no Observatório Lick. Ele foi observado por 17 dias e depois perdido, pois não foram feitas observações suficientes para permitir que sua órbita fosse traçada. Foi então redescoberto em 31 de dezembro de 2000. A chance de impactar a Terra em 16 de março de 2880 é de cerca de 1 em 4.000, ou 0.025%.[26]
- 7796 Járacimrman foi descoberto no Observatório de Kleť em 16 de janeiro de 1996 por Zdeněk Moravec e foi designado 1996 BG. Foi observado até abril de 1996 e depois em junho e julho de 1997. Foi revelado, por precovery, ser um asteroide perdido que já havia sido observado duas vezes: no Observatório Astronômico de Brera em 12 de dezembro de 1973 e no Observatório do  Monte Stromlo, em 8 e 9 de julho de 1990.

## Século XXI

#### Planetas menores recentemente perdidos
- 2007 WD5 é um NEO da classe Apolo de 50 m e um cruzador de Marte descoberto em 20 de novembro de 2007, por Andrea Boattini do Catalina Sky Survey.[27] As primeiras observações de 2007 WD5 causaram entusiasmo entre a comunidade científica quando foi estimado que ele tinha uma chance em 25 de colidir com Marte em 30 de janeiro de 2008.[28] No entanto, em 9 de janeiro de 2008, observações adicionais permitiram que o Near-Earth Object Program (NEOP) da NASA reduzisse a região de incerteza, resultando em apenas 1 chance em 10.000 de impacto.[29] 2007 WD5 provavelmente passou por Marte a uma distância de 6.5 raios de Marte. Devido a esta distância relativamente pequena e ao nível de incerteza das observações anteriores, os efeitos gravitacionais de Marte em sua trajetória são desconhecidos e, de acordo com Steven Chesley do programa JPL-Near Earth Object da NASA, 2007 WD5 é atualmente considerado "perdido".[28][30] A trajetória de melhor ajuste teve o asteroide passando a 21.000 km de Marte e apenas 16.000 km de sua lua Deimos.[29][31]
- 2010 AU118 é um NEO da classe Amor de 1 km e um cruzador de Marte descoberto em 27 de maio de 2010 pela espaçonave Wide-field Infrared Survey Explorer (WISE). O asteroide foi observado apenas 19 vezes entre 13 e 15 de janeiro de 2010 e não foi observado desde então.[32] Clones virtuais do asteroide que se encaixam na região de incerteza na trajetória conhecida mostraram uma chance de 1 em 770 milhões de que o asteroide poderia ter impactado a Terra em 20 de outubro de 2020.[33] No entanto, o NEODyS lista a distância nominal da Terra em 20 de outubro de 2020 como 3 UA (450.000.000 km).[34]
- Em 2007, descobriu-se que o objeto 2007 RR9 era o asteroide próximo à Terra 6344 P-L, perdido desde 1960. É um objeto potencialmente perigoso e provavelmente um cometa adormecido, embora não estivesse visivelmente liberando gases naquele momento.[13]